# Johann Waldemar Strom

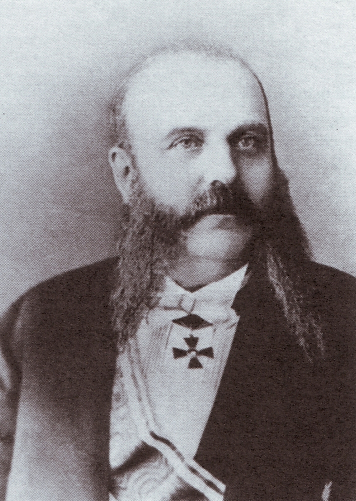
Johann Waldemar Strom

Johann Waldemar Strom (russisch Иван Васильевич Штром/ukrainisch Іван Васильович Штром, * 30. Januarjul. / 11. Februar 1825greg.; † 18. Dezemberjul. / 30. Dezember 1887greg. in Sankt Petersburg) war ein deutschstämmiger russischer Architekt.
Strom entstammte einer armen Familie. Er studierte an der Russischen Kunstakademie in Sankt Petersburg und erbaute unter anderem orthodoxe Kirchengebäude in Deutschland und Athen. Zwischen 1858 und 1861 überwachte er den Bau der Alexander-Newski-Kathedrale in Paris.
Erfolgreich war er auch in der ukrainischen Hauptstadt Kiew tätig.
Seine bekanntesten Bauwerke dort sind die heute noch erhaltene St. Katharinen-Kirche, die er von 1855 bis 1857 zusammen mit dem Architekten Paul Schleifer für die Deutsche Evangelisch-Lutherische Gemeinde in Kiew erbaute, das „Gebäude des Wladimir von Kiew-Kadettenkorps“ auf dem Powitroflotskyj-Prospekt Nr. 6, das er von 1849 bis 1857 errichtete und in dem sich heute das Verteidigungsministerium der Ukraine befindet, sowie der Gebäudekomplex auf der Wolodymyrska-Straße 15, in dem sich heute ebenfalls staatliche Behörden befinden. Zudem war er an der Planung der Wladimirkathedrale in Kiew beteiligt.
Strom erhielt den Orden des Heiligen Wladimir 3. Grades. Im Jahr 1862 wurde er Ehrenmitglied der Russischen Kunstakademie in Sankt Petersburg und im Jahr 1866 wurde er ebenda Professor für Architektur. Vor seinem Tod war er der leitende Architekt an der Isaakskathedrale in Sankt Petersburg.

## Weblinks

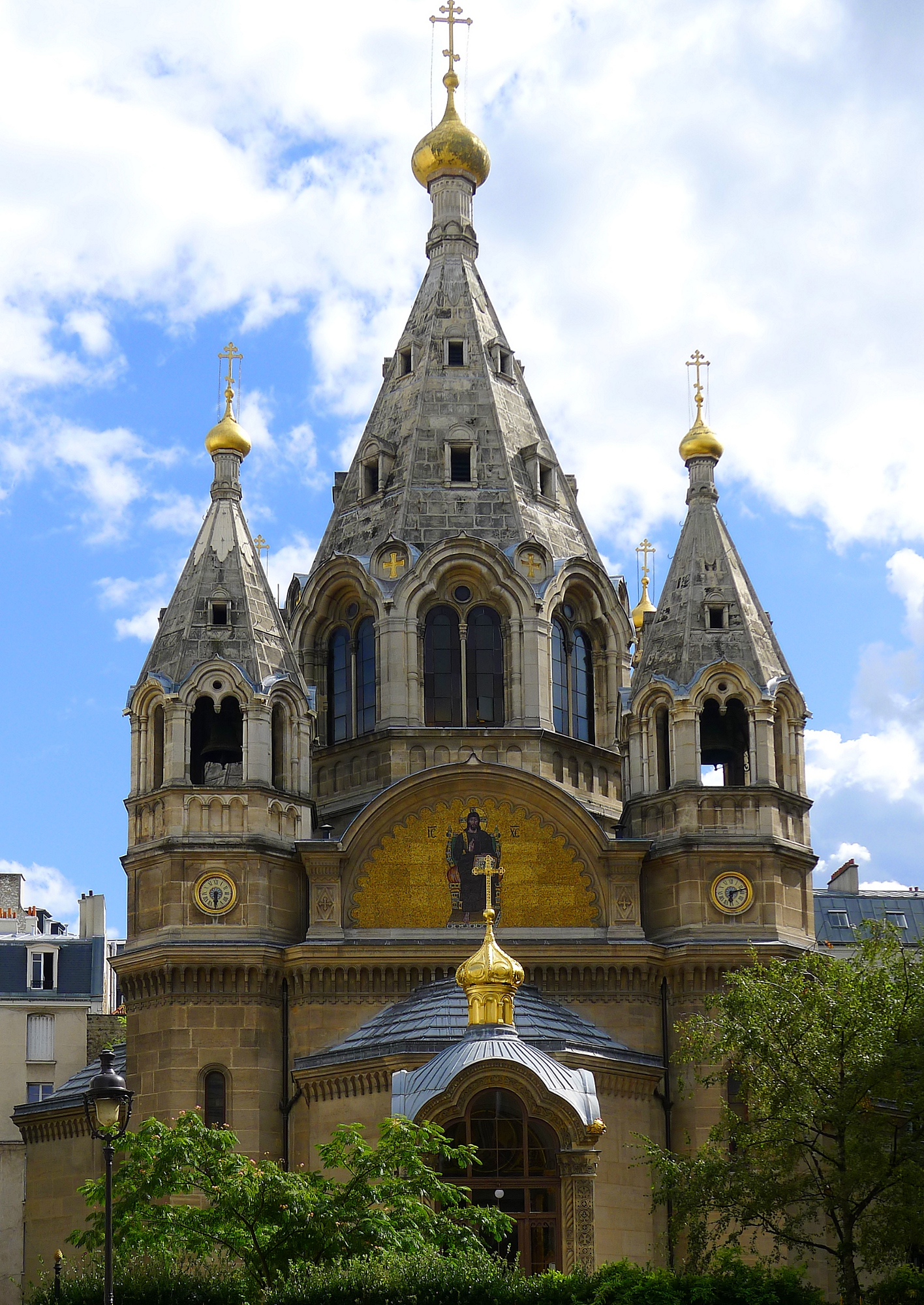
Die Alexander-Newski-Kathedrale in Paris
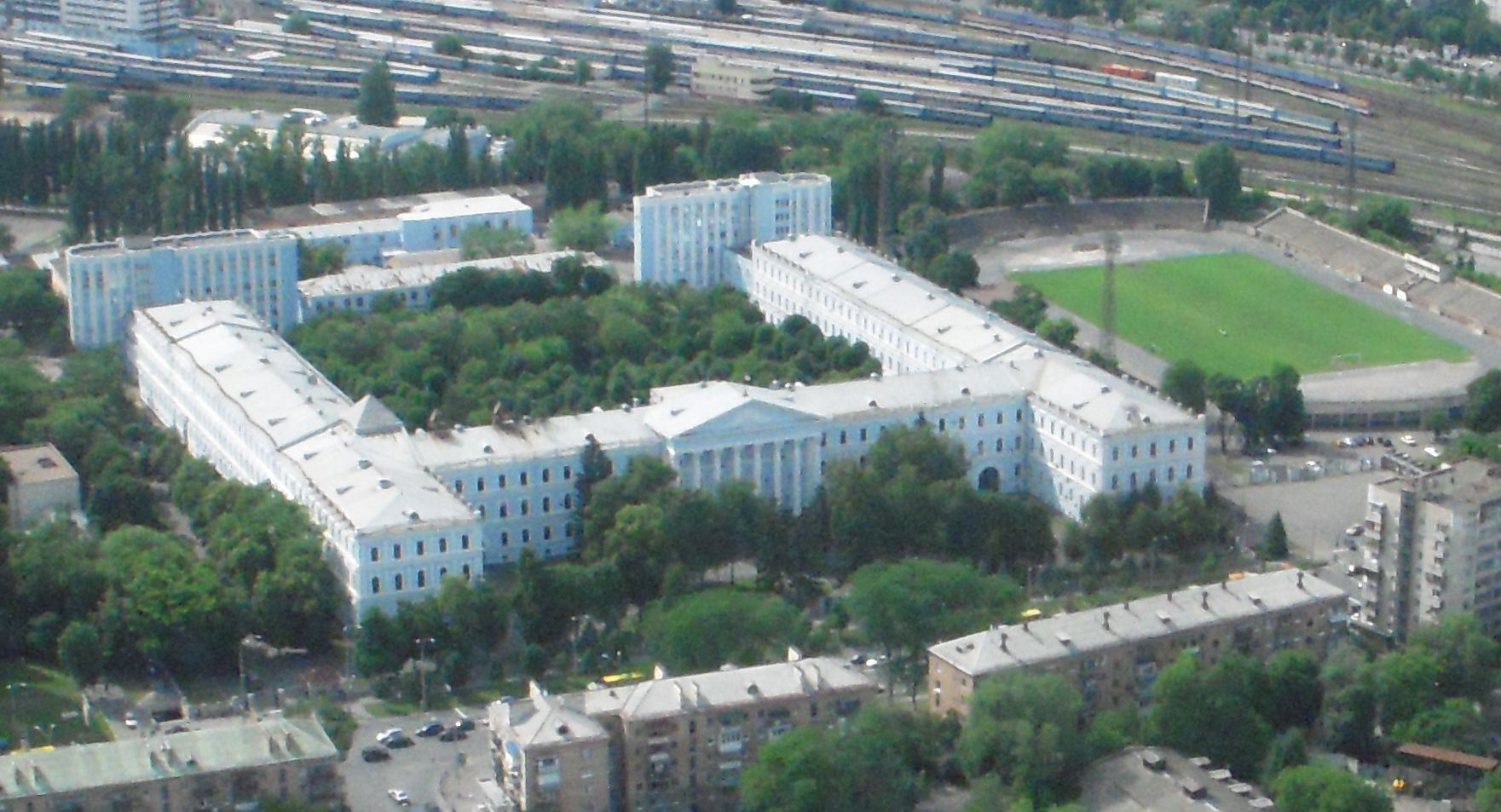
Gebäude des Verteidigungs- ministerium in Kiew
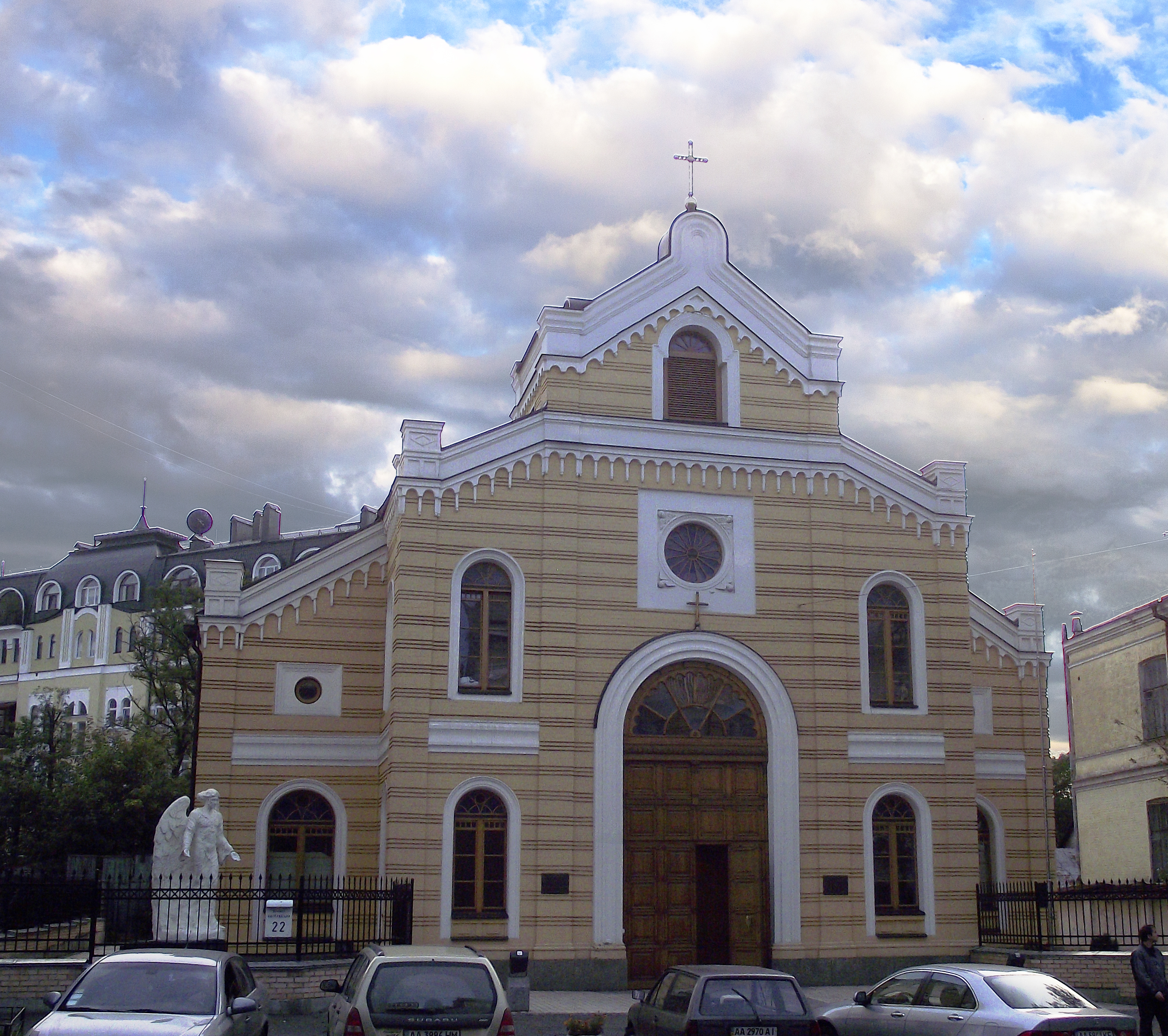
St. Katharinen-Kirche in Kiew